# Alfredo Boulton
Alfredo Boulton Pietri (Caracas, Venezuela, 16 de junio de 1908-Caracas, 27 de noviembre de 1995) fue un fotógrafo, crítico de arte y editor venezolano, perteneciente a la familia Boulton. Se destacó también por ser un importante historiador y ensayista sobre el folklore y las costumbres de los pueblos de habla hispana.

## Escritos
- 1918: Por la patria.[3]
- 1918: Chistes caraqueños.[3]
- 1919: Teresa Mosel o la hija del molinero.[3]

## Publicaciones
- «Imágenes del occidente venezolano», Nueva York: Tribune Printing Co., 1940, con textos de Arturo Uslar Pietri.[4]
- «Los llanos de Páez», París, Draeger Frères, 1950.[4]
- «Camille Pissarro en Venezuela», Caracas, Editorial Arte, 1966.[5]
- «La obra de Armando Reverón», Caracas, Fundación Neumann, 1966.[6]
- «Jeús Soto», Caracas: Ernesto Armitano, 1973.[7]
- «Cruz Diez», Caracas, Ernesto Armitano Editor, 1975.
- «El verdadero cuaderno de Guillermo Meneses» Caracas, Ediciones Macanao, 1979.
- «Reverón», Caracas, Ediciones Macanao, 1979-
- «La Margarita», Barcelona: Seix Barral, 1952; reeditado en 1981.[4]
- «Imágenes», Milán, Italia, 1982.[4]
- «El Pintor del Tocuyo», Caracas, Ediciones Macanao, 1985.
- «Poleo», Caracas, Ediciones Macanao, 1986.[8]
- «El Arte en el Guri», Caracas, Ediciones Macanao, 1988.[9]
- «Monasterios». Caracas, Ediciones Macanao, 1988.[10]
- «Cabré», Caracas, Ediciones Macanao, 1989.
- «La cromoestructura radial homenaje al sol de Carlos Cruz-Diez», Caracas, Ediciones Macanao, 1989.[11]
- «Mirar a Reverón», Milán, Macanao, 1990.[6]
- «Alejandro Otero», Caracas, O. Ascanio Editores, 1994.[12]
- «Fotografías», Caracas, 1995.[4]

## Exposiciones individuales

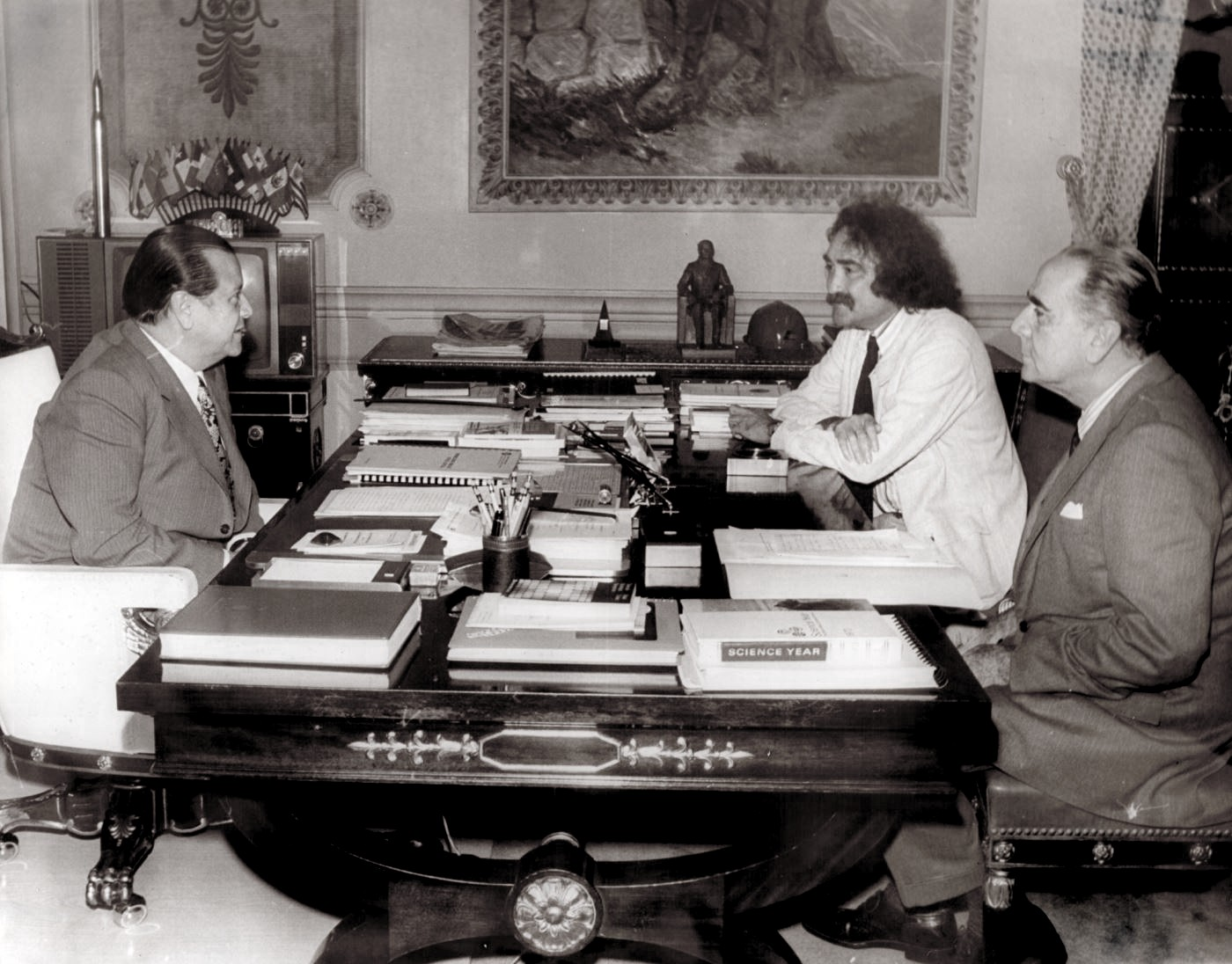
Boulton junto al artista cinético Jesús Soto y el presidente Rafael Caldera, en el Palacio de Miraflores, 1973.

- 1938: 35 fotografías, Ateneo de Caracas.
- 1940: Imágenes del occidente de Venezuela, Ateneo de Caracas.
- 1944: La Margarita, MBA.
- 1948: 30 venezolanos para 1948, Salón Planchart.
- 1950: Indios piaroas del Parguaza, Museo de Ciencias, Caracas.
- 1952: España y el matador, AEV.
- 1977: Photographs of pre-hispanic works of art, Consulado de Venezuela, Nueva York.
- 1978: Chefs d'oeuvre inconnus du Vénézuela, Museo del Hombre, París.
- 1979: El arte en la cerámica aborigen de Venezuela, MACC.
- 1987: Una visión integral del arte venezolano, MACC.
- 1989: Recorrido por la historia y el paisaje venezolano a través de la fotografía de Alfredo Boulton, Unimet.
- 1992: Fotografías de Alfredo Boulton, Sala Mendoza.
- 1993: Árboles y nubes, Galería Óscar Ascanio, Caracas / «La obra de Armando Reverón en la lente de Alfredo Boulton, Museo de Arte, Coro.

## Premios
- 1936: Segunda mención especial, Exposición de Arte Fotográfico, Ateneo de Caracas / Tercera mención especial, Exposición de Arte Fotográfico, Ateneo de Caracas.
- 1971: Premio Nacional de Literatura, mención ensayo.[4]
- 1991: Premio Nacional de Fotografía, Caracas.[4]